# Dorothy Chandler Pavilion

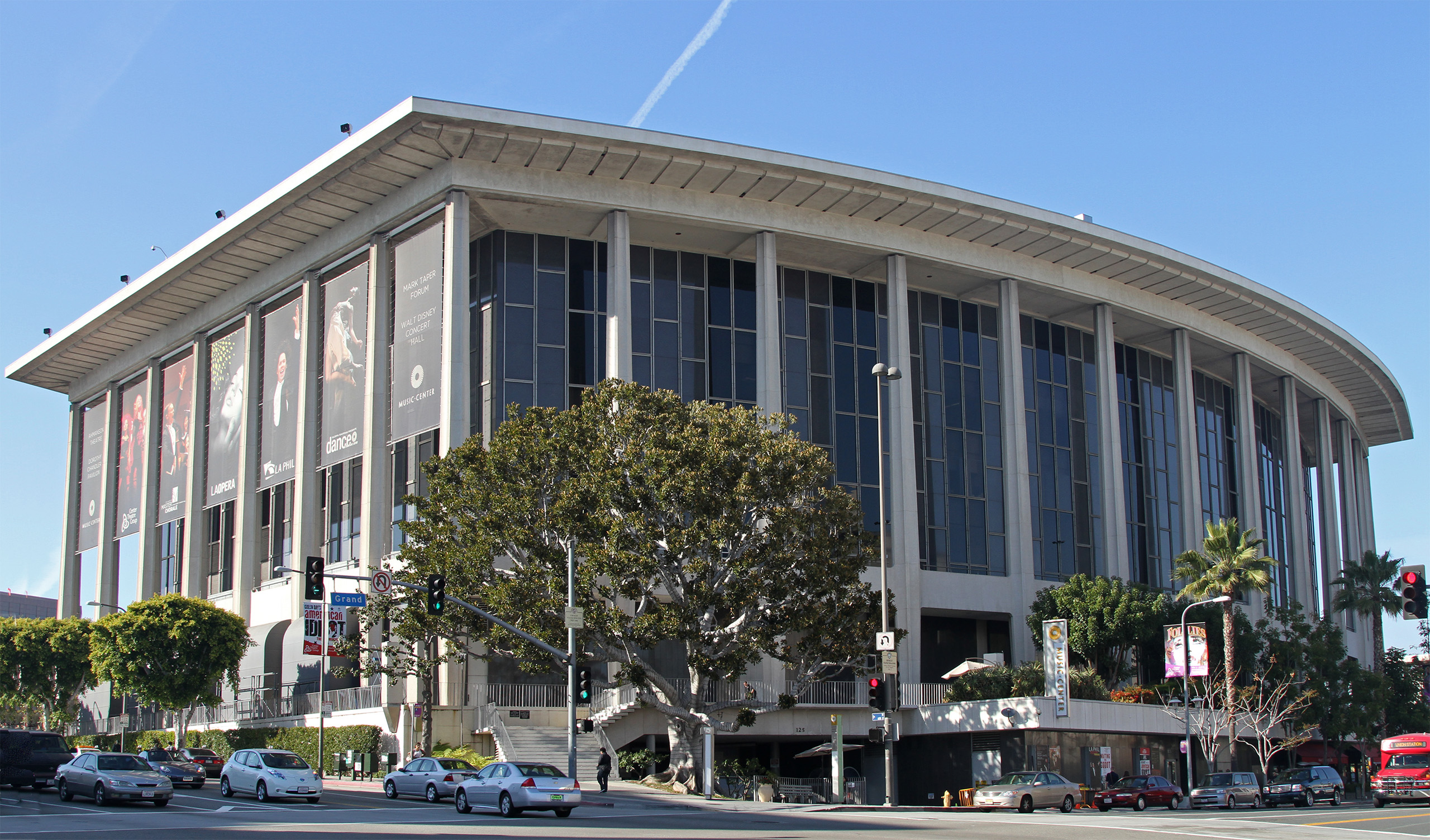

Dorothy Chandler Pavilion, hemmascen för Los Angeles-operan, är en av byggnaderna som ingår i Los Angeles Music Center på 135 North Grand Avenue i centrala Los Angeles.
Byggnaden är ritad av Welton Becket och är med sina 3156 publikplatser en av USA:s tre största scenkonstbyggnader. Den invigdes år 1964 som den första av Musikcentrets byggnader och fick sitt namn efter Dorothy Buffum Chandler, som var drivande i arbetet för att skapa en värdig scen åt Los Angeles Philharmonic samt vitalisera kulturlivet i staden. Filharmonin flyttade år 2003 till det intilliggande konserthuset Walt Disney Concert Hall. 
Byggnaden har genom åren använts för en blandning av olika slags kulturella evenemang och verksamheter. Sedan 1986 hyser den Los Angeles-operans produktioner och mellan 1969 och 1999 delade Amerikanska filmakademien ut Oscarspriserna där.